# Henry Lewis (Dirigent)
Henry Lewis (* 16. Oktober 1932 in Los Angeles, Kalifornien; † 26. Januar 1996 in New York) war ein afro-amerikanischer Dirigent.

## Leben

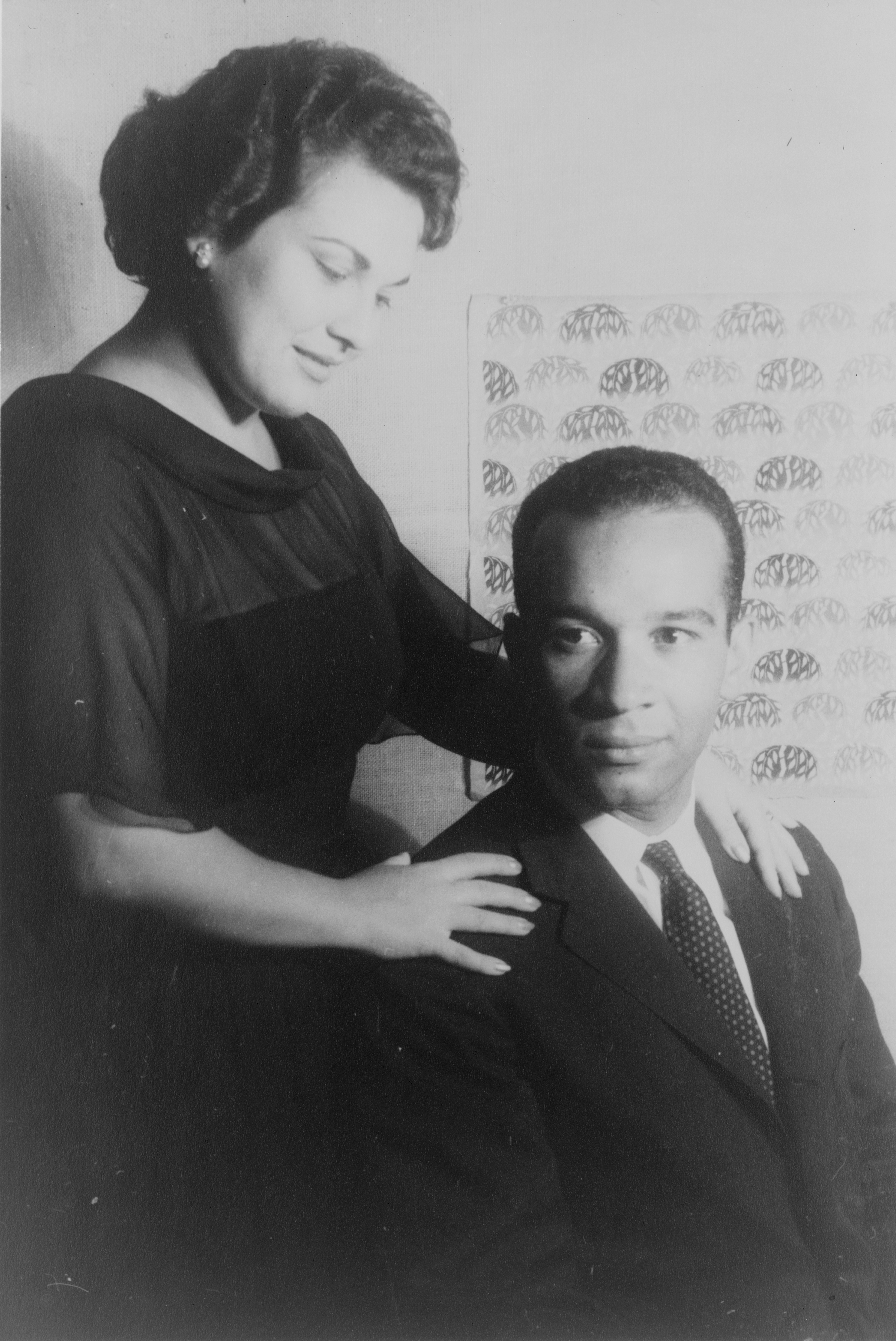
Henry Lewis und Marilyn Horne, mit der er von 1960 bis 1979 verheiratet war

Henry Jay Lewis war Sohn von Henry J. Lewis, einem Automobilhändler und Mary Josephine Lewis, einer Krankenschwester. Er begann seine musikalische Ausbildung im Alter von fünf Jahren. Er lernte zunächst Klavier, später Klarinette und mehrere Streichinstrumente. Als Jugendlicher musizierte er in der Kirchengemeinde mit Laienensembles und spielte im Schulorchester. Er besuchte die Dorsey High School in Los Angeles. Während seiner Zeit in der Junior High School entschied sich Lewis für eine Karriere als professioneller Musiker. Dies war ungewöhnlich, da es zu dieser Zeit im Bereich der Klassischen Musik kaum farbige Musiker gab. Aufgrund seines Talents als Kontrabassist erhielt er ein Stipendium der University of Southern California. Die Universität verließ Lewis allerdings ohne Abschluss.
Er begann seine Karriere als Musiker 1948 als Kontrabassist beim Los Angeles Philharmonic Orchestra. Lewis war der erste afro-amerikanische Instrumentalist in einem amerikanischen Sinfonieorchester. Von 1955 bis 1956 war Lewis bei den Streitkräften der Vereinigten Staaten in Europa stationiert, wo er erstmals als Dirigent wirkte. Er wurde Leiter des in Stuttgart beheimateten Seventh Army Symphony Orchestra und dirigierte Konzerte in Deutschland und in den Niederlanden.
1957 kehrte er, nach seiner Entlassung aus dem Militärdienst, in die Vereinigten Staaten zurück und gründete das Los Angeles Chamber Orchestra, mit dem er 1963 eine Tournee durch Europa unternahm. 1960 leitete Lewis als Gastdirigent das Los Angeles Philharmonic Orchestra in einigen Nicht-Abonnement-Konzerten auf einer Orchester-Tournee. Im Februar 1961 sprang er kurzfristig für den erkrankten Dirigenten Igor Markevitch ein. Er dirigierte ein Programm, das die Sinfonie Nr. 4 d-Moll op. 13 von Antonín Dvořák sowie Arien von Giuseppe Verdi und Ludwig van Beethoven enthielt. Dieses Konzert erhielt positive Kritiken und bedeutete den musikalischen Durchbruch für Lewis. Von 1961 bis 1965 war er Assistent von Zubin Mehta beim Los Angeles Philharmonic Orchestra.
Von 1968 bis 1976 war er musikalischer Direktor des New Jersey Symphony Orchestra in Newark. Er war damit der erste Afro-Amerikaner, der ein amerikanisches Sinfonieorchester leitete. Dieses Orchester baute er zu einem renommierten Orchester aus, das über 100 Konzerte pro Saison spielte und in die bedeutendsten Konzertsäle der Vereinigten Staaten eingeladen wurde. Er verpflichtete internationale Solisten, unter anderem Misha Dichter und Itzhak Perlman. Mit dem New Jersey Symphony Orchestra gastierte Lewis unter anderem in der Carnegie Hall in New York und im Kennedy Center in Washington.
1972 dirigierte er erstmals an der Metropolitan Opera in New York.  Sein Debüt gab er mit La Bohème von Giacomo Puccini. 1975 leitete er die Japan-Tournee der Metropolitan Opera. Im Laufe seiner Karriere dirigierte Lewis fast alle großen amerikanischen Orchester: das Chicago Symphony Orchestra, das Cleveland Orchestra, das Boston Symphony Orchestra und das New York Philharmonic Orchestra.
Von 1989 bis 1991 war er Chefdirigent des Niederländischen Radio-Sinfonieorchesters in Hilversum. 1991 leitete er in London eine Produktion von Carmen Jones.
Von 1960 bis 1979 war Lewis mit der Opernsängerin Marilyn Horne verheiratet. Er starb 1996 nach einem Herzinfarkt.

## Tondokumente
- Giacomo Meyerbeer: Le Prophète (mit Marilyn Horne, Nicolai Gedda, Margherita Rinaldi, Turin 1970, Live-Mitschnitt), wiederveröffentlicht bei verschiedenen Labels
- Giacomo Meyerbeer: Le Prophète (mit Marilyn Horne, James McCracken, Renata Scotto, 1976) bei CBS
- Marilyn Horne - Recital (mit Marilyn Horne, Orchestra of the Royal Opera House Covent Garden, 1964) bei Decca
- Souvenir of a Golden Era – The Sisters Garcia (mit Marilyn Horne, L’Orchestre De La Suisse Romande, 1966) bei Decca